# قرار مجلس الأمن التابع للأمم المتحدة رقم 2249
قرار مجلس الأمن التابع للأمم المتحدة رقم 2249، المتخذ بالإجماع في 20 نوفمبر 2015. دعا المجلس بشكل خاص جميع الدول الأعضاء إلى مضاعفة جهودها ضد كل من داعش وجبهة النصرة وكذلك الجماعات الأخرى التابعة للقاعدة على النحو الذي حدده مجلس الأمن.

## القرار
القرار «يدين بشكل قاطع وبأشد العبارات الهجمات الإرهابية المروعة التي ارتكبها تنظيم الدولة الإسلامية في العراق والشام والمعروف أيضًا باسم داعش»، مشيرًا إلى هجوم يونيو 2015 في سوسة وهجوم أكتوبر 2015 في أنقرة وهجوم أكتوبر 2015 على سيناء وهجوم نوفمبر 2015 في بيروت وهجمات باريس في نوفمبر 2015.
ويدعو «الدول الأعضاء التي لديها القدرة على اتخاذ جميع التدابير اللازمة، امتثالاً للقانون الدولي، (...) القانون الدولي لحقوق الإنسان واللاجئين والقانون الإنساني (...) إلى مضاعفة وتنسيق جهودها من أجل منع وقمع أي عمل إرهابي تحديدا من قبل داعش وكذلك جبهة النصرة وسائر أفراد وجماعات ومؤسسات والكيانات المرتبطة بتنظيم القاعدة والجماعات الإرهابية الأخرى، على النحو المحدد من قبل مجلس الأمن التابع للأمم المتحدة».

## روابط خارجية
- نص القرار في undocs.org
- القرار رقم 2249 - الدفاع الشرعي عن النفس - تعليق بقلم بولينا ستارسكي